# Le Thieulin
Le Thieulin é uma comuna francesa na região administrativa do Centro, no departamento Eure-et-Loir. Estende-se por uma área de 11,72 km². Em 2010 a comuna tinha 486 habitantes (densidade: 41,5 hab./km²).